# Золотой телец

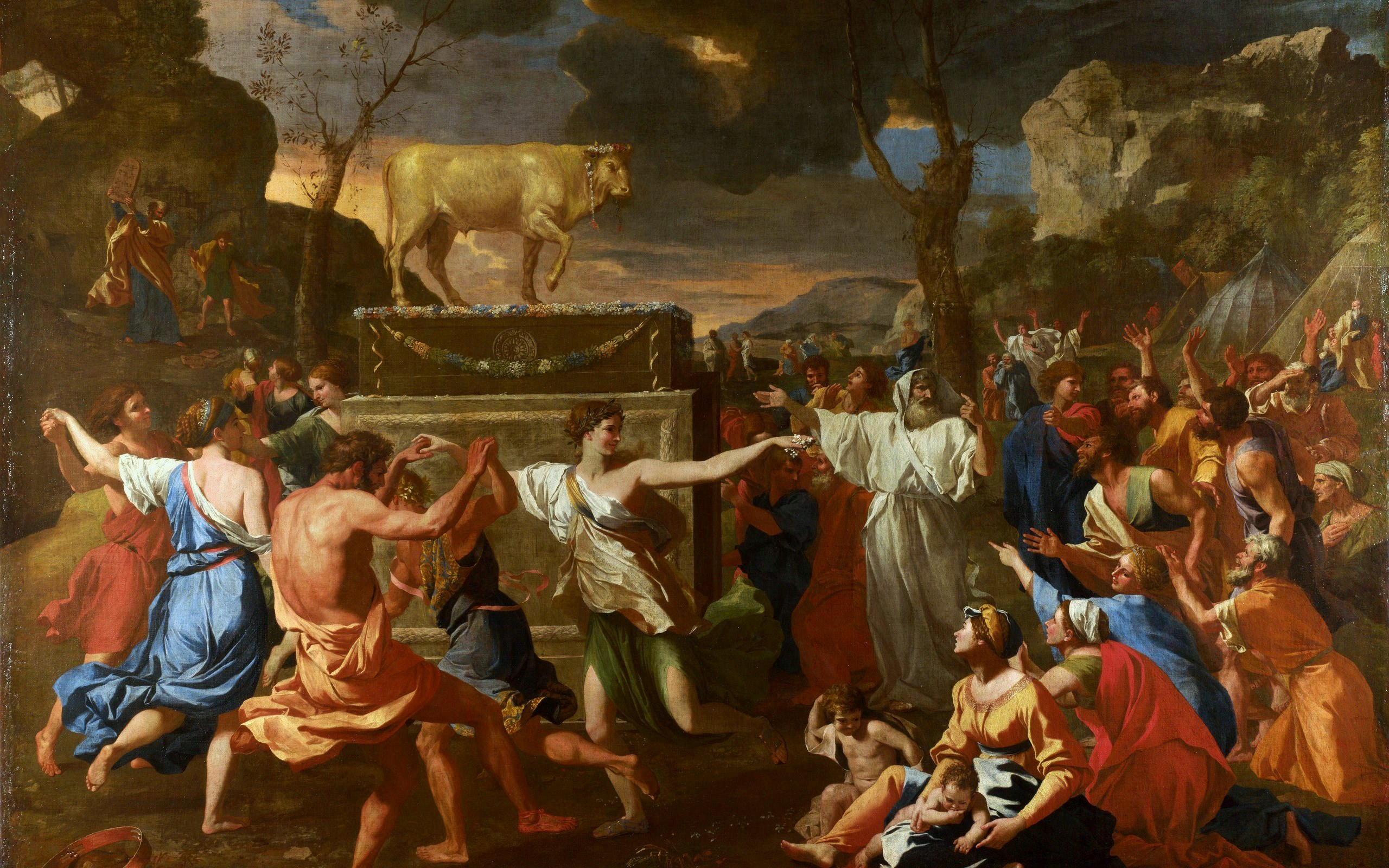
Пляски вокруг золотого тельца. Никола Пуссен

Золото́й теле́ц (ивр. עֵגֶל הַזָּהָב‎), или лито́й теле́ц (др.-евр. עֵגֶל מַסֵּכָה‬), — идол, несколько раз появляющийся на страницах Ветхого Завета как предмет культа отступивших от Бога Израиля. Рассказ о первом золотом тельце подробно изложен в 32-й главе книги Исход (Исх. 32:4).

## Золотой телец Аарона

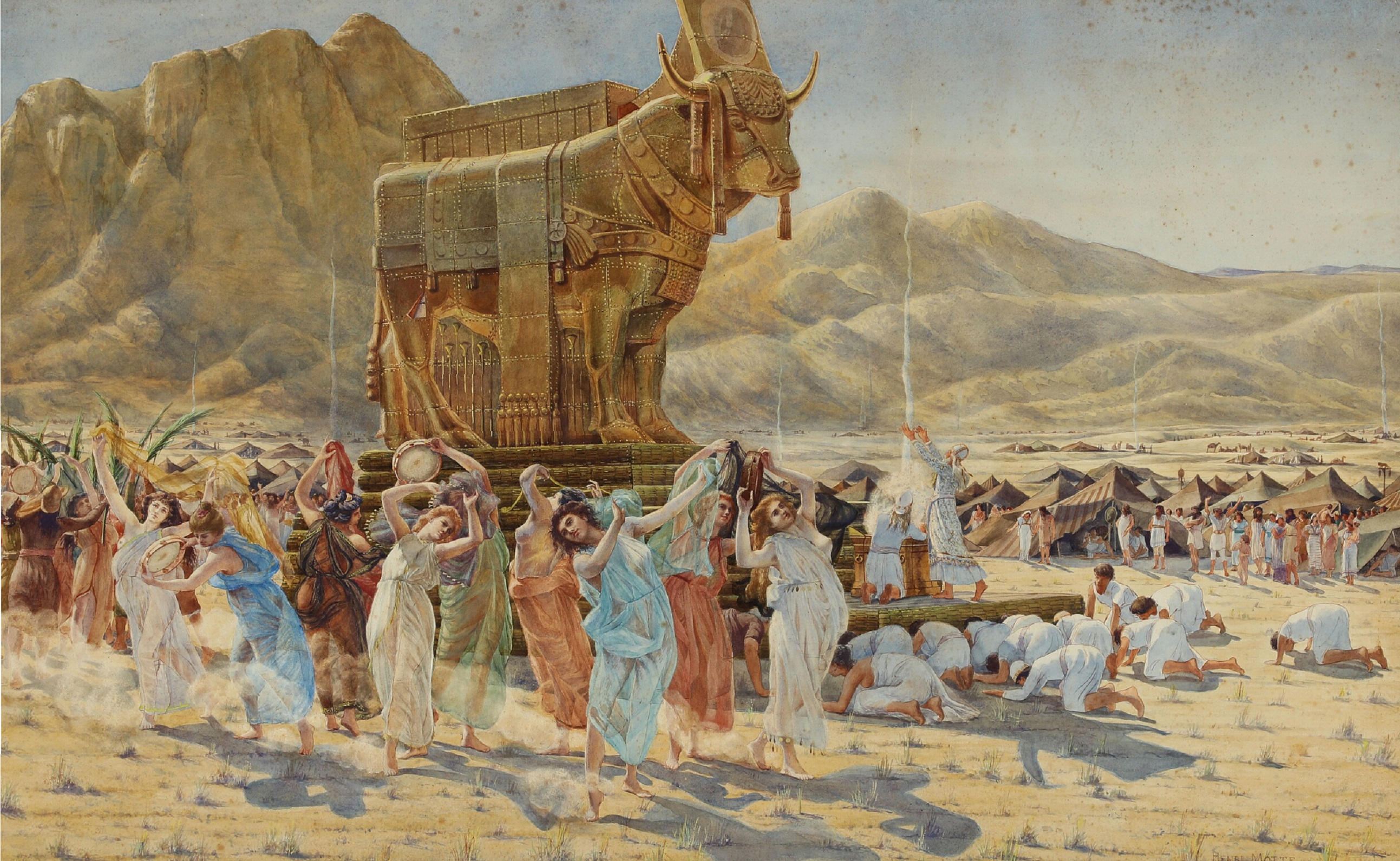
Пляска израильтян вокруг золотого тельца. Анри-Поль Мотт

### В библейском тексте
Во время исхода, когда Моисей был на горе Синай и оставшийся без него народ стал роптать, Аарон для успокоения народа сделал из золотых украшений, собранных у евреев, золотого тельца:

Когда народ увидел, что Моисей долго не сходит с горы, то собрался к Аарону и сказал ему: встань и сделай нам бога (евр. Элохим), который бы шёл перед нами, ибо с этим человеком, с Моисеем, который вывел нас из земли египетской, не знаем, что сделалось. И сказал им Аарон: выньте золотые серьги, которые в ушах ваших жён, ваших сыновей и ваших дочерей, и принесите ко мне. И весь народ вынул золотые серьги из ушей своих и принесли к Аарону. Он взял их из рук их, и сделал из них литого тельца, и обделал его резцом. И сказали они: вот бог (евр. Элохим) твой, Израиль, который вывел тебя из земли египетской!
— Исх. 32:1—4
Спустившийся по указанию Господа с Синая Моисей впал в гнев, разбил скрижали Завета, вручённые ему на горе Богом, и уничтожил тельца. Затем Моисей собрал сыновей Левия и сказал им: «так говорит Господь Бог Израилев: возложите каждый свой меч на бедро своё, пройдите по стану от ворот до ворот и обратно, и убивайте каждый брата своего, каждый друга своего, каждый ближнего своего» (Исх. 32:27). Это было исполнено и в тот день было убито около трёх тысяч человек.

### В агадической литературе
В Аггаде высказывались разные мнения относительно того, в чём именно заключался грех создания золотого тельца — был ли телец изображением египетского бога Аписа, что означало полный отказ от культа единого Бога, или же телец представлял собою символическое изображение одного из четырёх образов «небесной колесницы», описанных у пророка Иезекиила, что означало отрицание только единства Бога без измены Ему самому (телец не представлял собою самостоятельного божества, а лишь признание одной из небесных сил посредницей между Богом и народом). Мнения агадистов по этому вопросу расходятся, и библейские тексты не могут дать на эти вопросы ясный ответ, так как они содержат противоречивые детали.
Относительно того, как именно был создан телец, аггадисты приводят три версии, перечисленные также у крупнейшего средневекового комментатора Талмуда Раши.
По одной из них, золотой телец был изготовлен самим Аароном, но в его оправдание сообщается, что он создал тельца только под угрозой смерти и после попыток расстроить намерения народа.
По другой версии рассказывается, что тельца изготовили при помощи колдовства вышедшие вместе с евреями из Египта иноплеменники, т. н. «эрев рав» (ивр. ערב רב‎).
В соответствии с агадическим мидрашём Танхума, Моисей ранее при помощи таблички со словами «поднимись, бык!» (ивр. עלה שור‎ — але шор) чудесным образом поднял из вод Нила ковчег с костями Иосифа для будущего перезахоронения на Земле обетованной; табличка была сохранена неким Михой и при использовании этой таблички из печи встал золотой телец. На основе этого мидраша проводится связь между Иосифом и золотым тельцом.

## Золотые тельцы Иеровоама I
Царь Израиля Иеровоам I, отделившись от сына Соломона, иудейского царя Ровоама, воздвиг в своём царстве двух золотых тельцов: одного в Бейт-Эле (Вефиле), а другого на севере страны в Дане. Формально они символизировали подножия трона Яхве. Этим тельцам жители царства поклонялись как богам; их культ сохранялся всё время существования царства (некоторые цари шли дальше, принимали иноземные культы, но даже наиболее положительно оцениваемые Библией правители Израильского царства «не отступали» от вефильского и данского тельцов).

## В Коране
История поклонения вышедшими из Египта евреями золотому тельцу описывается в Коране в нескольких местах (аль-Бакара 2:51, ан-Ниса 4:153, аль-А‘раф 7:148, Та Ха 20:85—91).
Рассказ о сотворении тельца и грехе Бану Исраил (израильтян) и Харуне (Аароне), соответствующий гл. 32 книги Исход дополняется возложением вины на некоего ас-Самири (самаритянина), искушавшего их; сообщается, что израильтяне бросили свои украшения в огонь по приказу ас-Самири, и именно он сделал из золота мычащего телёнка, который почитался народом несмотря на то, что Харун отговаривал их.

## В популярной культуре
В новоевропейской культуре «золотой телец» — символ наживы, власти, денег, богатства, алчности. При этом в Библии золото является лишь материалом, из которого был изготовлен идол, а осуждению подвергается поклонение другому «богу», то есть нарушение первой и главной заповеди (да не будет у тебя других богов), и нарушение второй заповеди — сотворение кумира; но есть мнение, что изначально под «золотым тельцом» подразумевался Молох, и это нарушает заповедь не приносить своих детей в жертву Молоху.
Образ золотого тельца получил отражение в арии Мефистофеля из оперы Шарля Гуно «Фауст» (в русской версии — «На земле весь род людской…»), в названии романа Ильфа и Петрова «Золотой телёнок». Образ золотого тельца использовался в фильме «Догма».